# Aulia roux
Rhytipterna holerythra
Espèce
Statut de conservation UICN

 LC  : Préoccupation mineure
L'Aulia roux (Rhytipterna holerythra), aussi appelé Tyran plaintif, est une espèce de passereaux de la famille des Tyrannidae (Tyrannidés en français).

## Description
L'aulia roux a le dessus qui va du cannelle-marron au roux. Les primaires et les secondaires sont brun sombre avec les plumes extérieures brun-rouge. Le dessous et le dessous des ailes est fauve-ocre, sombre sur la poitrine et pâle sur la gorge et l'abdomen. Il mesure entre 18 et 19 cm de longueur.

## Répartition
L'aulia roux se rencontre au Belize (à l'exception du nord), au nord-ouest de la Colombie, au Costa Rica, dans une petite partie du nord-ouest de l'Equateur, au nord du Guatemala, au nord-est du Honduras, au Mexique (à l'ouest du Veracruz, à l'est d'Oaxaca, au nord du Chiapas, au sud de Tabasco et au sud de la péninsule du Yucatan), au Nicaragua et au Panama.

## Habitat
Cette espèce fréquente les forêts humides de plaine et de contrefort, les bords des forêts ainsi que celles partiellement dégagées.

## Alimentation
L'aulia roux a un régime omnivore (insectes de toutes sortes, baies et graines).

## Sous-espèces
D'après la classification de référence (version 5.2, 2015) du Congrès ornithologique international, cette espèce est constituée des deux sous-espèces suivantes (ordre phylogénique) :
- Rhytipterna holerythra holerythra (Sclater, PL & Salvin, 1860) : des plaines du sud-est du Mexique (État de Veracruz) au nord de la Colombie ;
- Rhytipterna holerythra rosenbergi (Hartert, 1905) : de l'ouest de la Colombie (sud du département de Chocó et département de Nariño) au nord-ouest de l'Équateur[1].